# Hypocassida meridionalis
Hypocassida meridionalis es una especie de insecto coleóptero de la familia Chrysomelidae.
Fue descrita científicamente en 1844 por Suffrian.